# Bus RATP
A rede de ônibus da RATP cobre todo o território da cidade de Paris e a parte central da Unidade urbana de Paris. É uma densa rede de transportes públicos complementar das ferrovias, organizada e financiada pela Île-de-France Mobilités (ex-STIF). 
As linhas de ônibus de Paris e seus subúrbios próximos são operados principalmente pela Régie Autonome des Transports Parisiens (RATP). Uma primeira rede aparece desde 1662 com as carruagens a cinco sols experimentado por Blaise Pascal. Mas não foi até 1828 que linhas regulares de omnibus refizeram a sua aparência e foram altamente bem-sucedidas. Os primeiros auto-ônibus foram colocados em serviço em 1906 e substituíram imediatamente os ônibus puxados por cavalos, que desapareceram em 1913. Depois de uma fase de declínio após a Segunda Guerra Mundial, devido ao desenvolvimento do transporte individual, o tráfego esteve em crescimento contínuo desde a década de 1970. Em 2010, a rede RATP é composta de 353 linhas, totalizando 3 890 km e transporta mais de um bilhão de passageiros por ano.

## História

### Omnibus

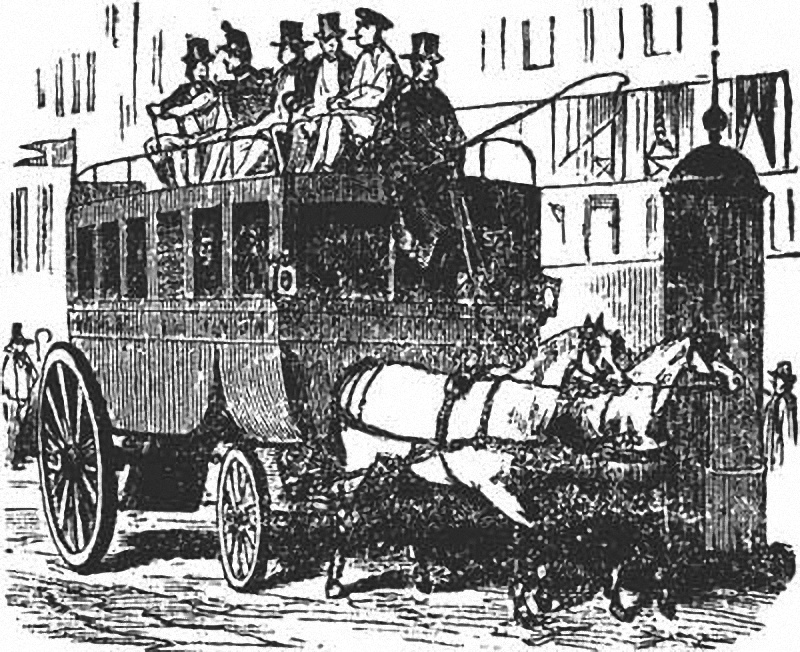
Um omnibus, provavelmente em Paris.

Blaise Pascal experimentou em Paris os primeiros transportes públicos a partir de 1662. Ele recebe, na verdade, para o rei Luís XIV o privilégio de fundar uma empresa de carruagens públicas, que opera cinco rotas, as "carruagens a cinco sols". A primeira linha foi inaugurada em 18 de março entre o Luxemburgo e a porte de Saint-Antoine, com uma frota de sete veículos. Cinco outras linhas estão abertas entre os meses de abril e julho de 1662, mas cada um tem três carros, com oito bancos. Mas a experiência é, provavelmente, muito avançado para sua época, e por causa das restrições impostas pelo parlamento de Paris, que proíbe as pessoas de armas ou soldados de os emprestar, bem como a as altas das tarifas, ela cessou depois de apenas quinze anos. 
É necessário esperar cerca de cento e cinquenta anos antes de analisar um sistema de transporte público, para reaparecer na capital. Os primeiros omnibus fez sua aparição em 1828, e de dez linhas regulares, que são um sucesso imediato, com dois milhões e meio de passageiros em seis meses. Desde 1830, dez companhias aéreas que operam a cerca de uma centena de carros em uma quarentena de linhas com nomes muito criativos: Omnibus, Dames réunies, Favorites, Béarnaise, Citadines, Gazelles, Excellentes, Hirondelles Parisiennes, Triciclos, Constantines e Batignollaises. Mas o desejo de poder de alguns líderes trouxe o Prefeito do Sena para colocar um fim a este plano antes de a cidade de Comissão. Um decreto imperial cria a 22 de fevereiro de 1855, a Compagnie générale des omnibus, que recebeu o monopólio para operar carruagens de passageiros, em Paris, Vincennes e Courbevoie por um período de trinta anos.
Em 1902, Paris tinha uma rede de metropolitano nascente, e na superfície, de muitas linhas de bonde e de 42 linhas de omnibus a cavalos, formando uma rede de 280 quilômetros. O parque tem 11 572 cavalos e 684 carros estacionados em 25 estacionamentos. Os omnibus incluiam uma cocheiro e um motorista por veículo, para que os passageiros pagassem o preço de sua viagem. Um bilhete de transporte não era emitido no caso de correspondência. 130 milhões de passageiros usavam os omnibus, e 600 milhões os bondes.

### Primeiros auto-ônibus

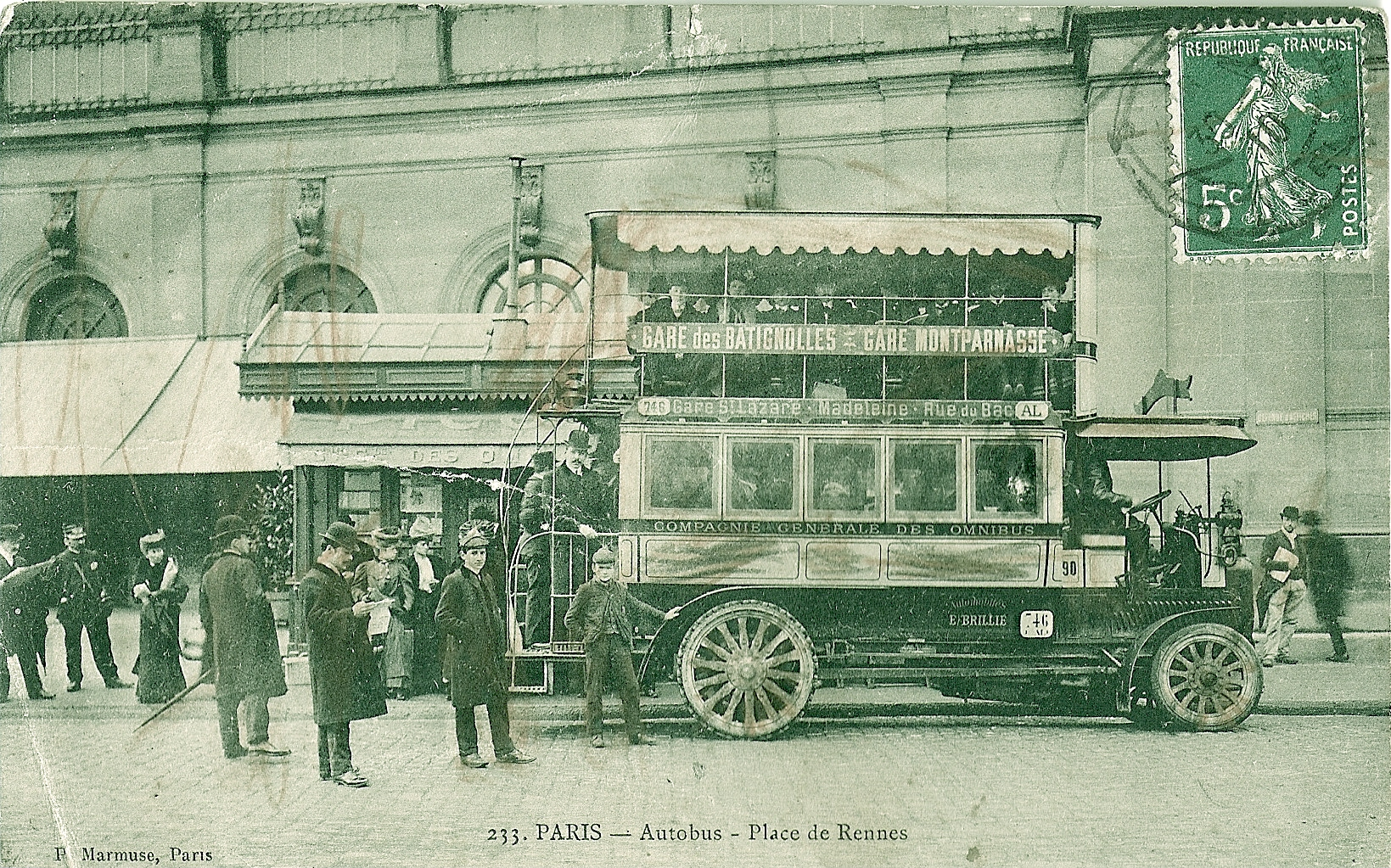
Ônibus Brillié-Schneider P2 da Compagnie générale des omnibus.

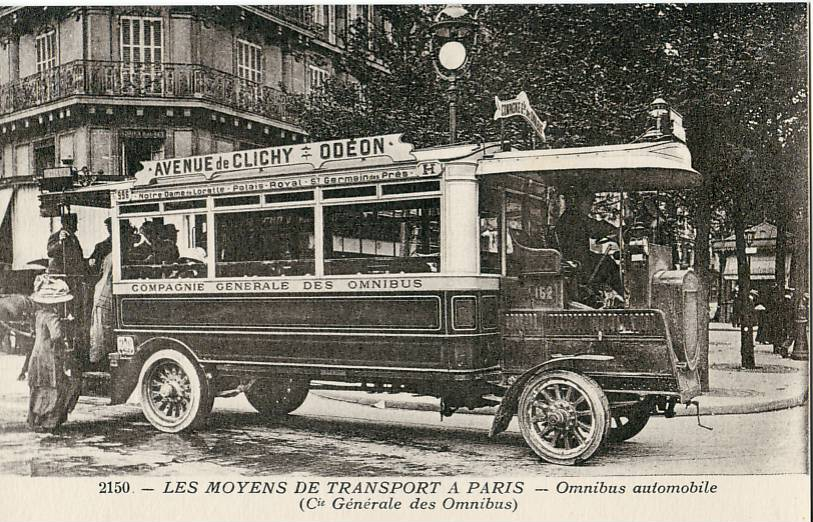
Ônibus protótipo Schneider na linha H.

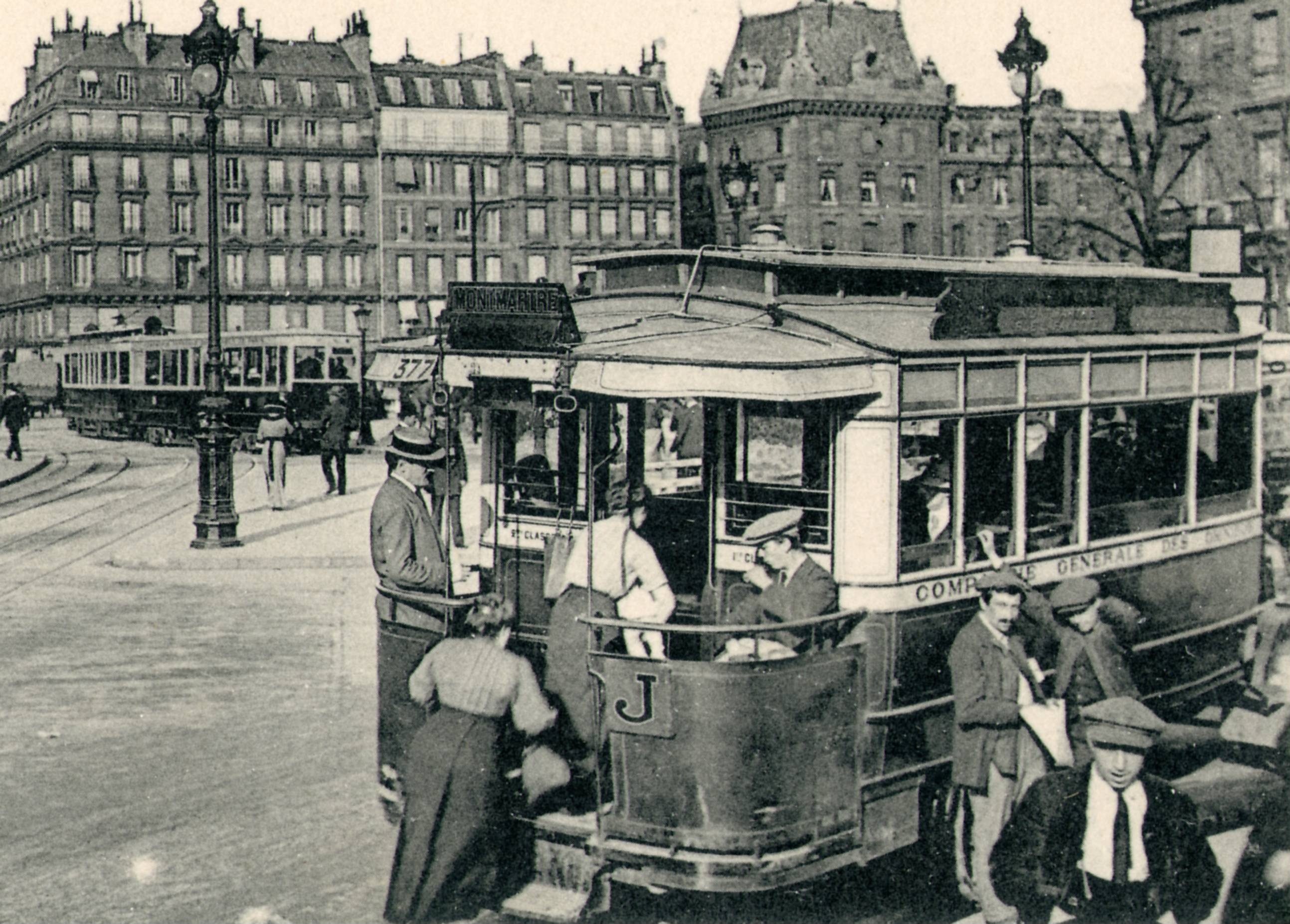
Um ônibus da linha J da place Saint-Michel. Na traseira, um bonde da CGO.

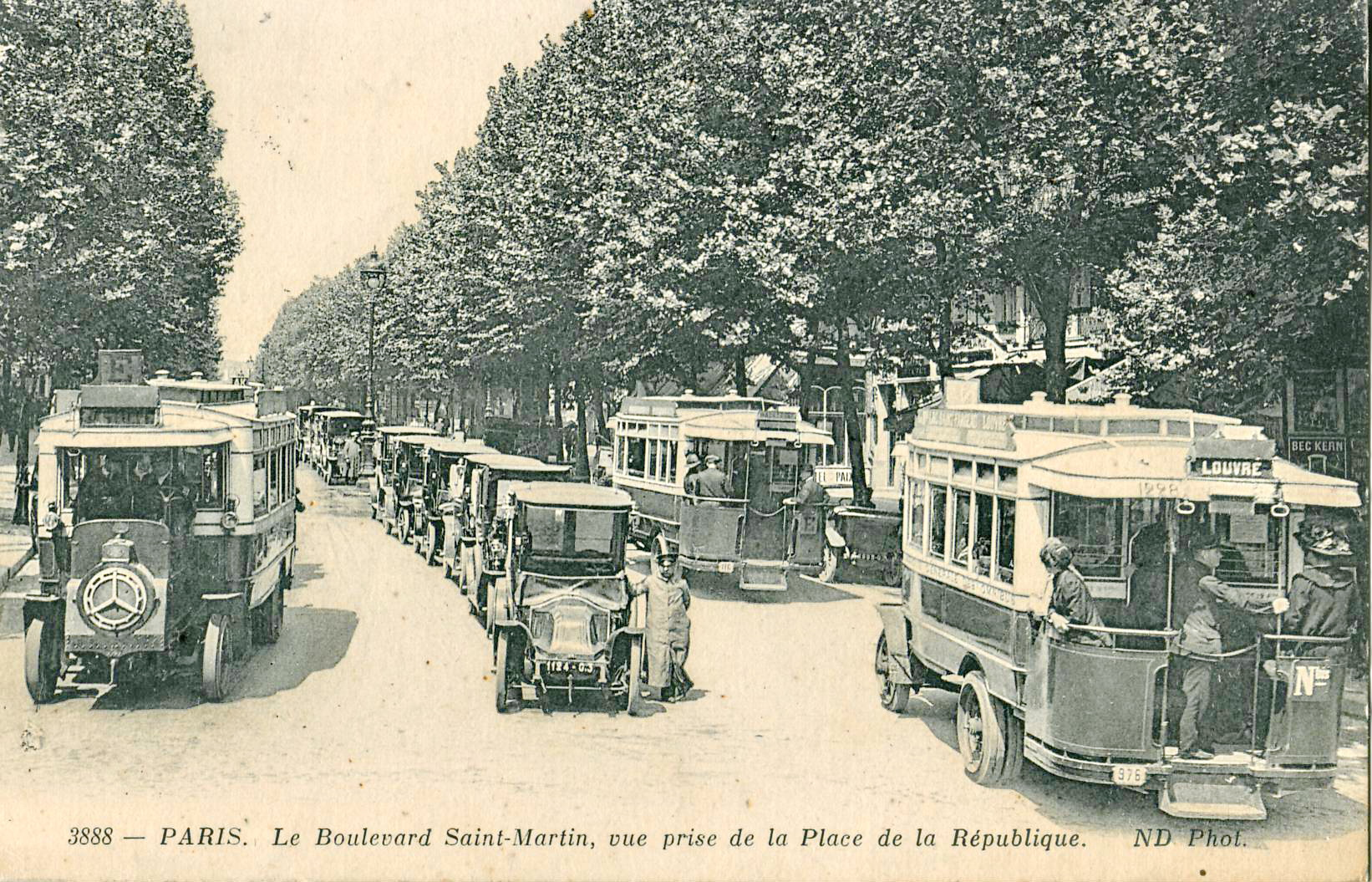
Ônibus (linha E) e táxis são os únicos veículos de circulação, nesta fotografia tirada antes da Primeira Guerra Mundial, no Boulevard Saint-Martin.

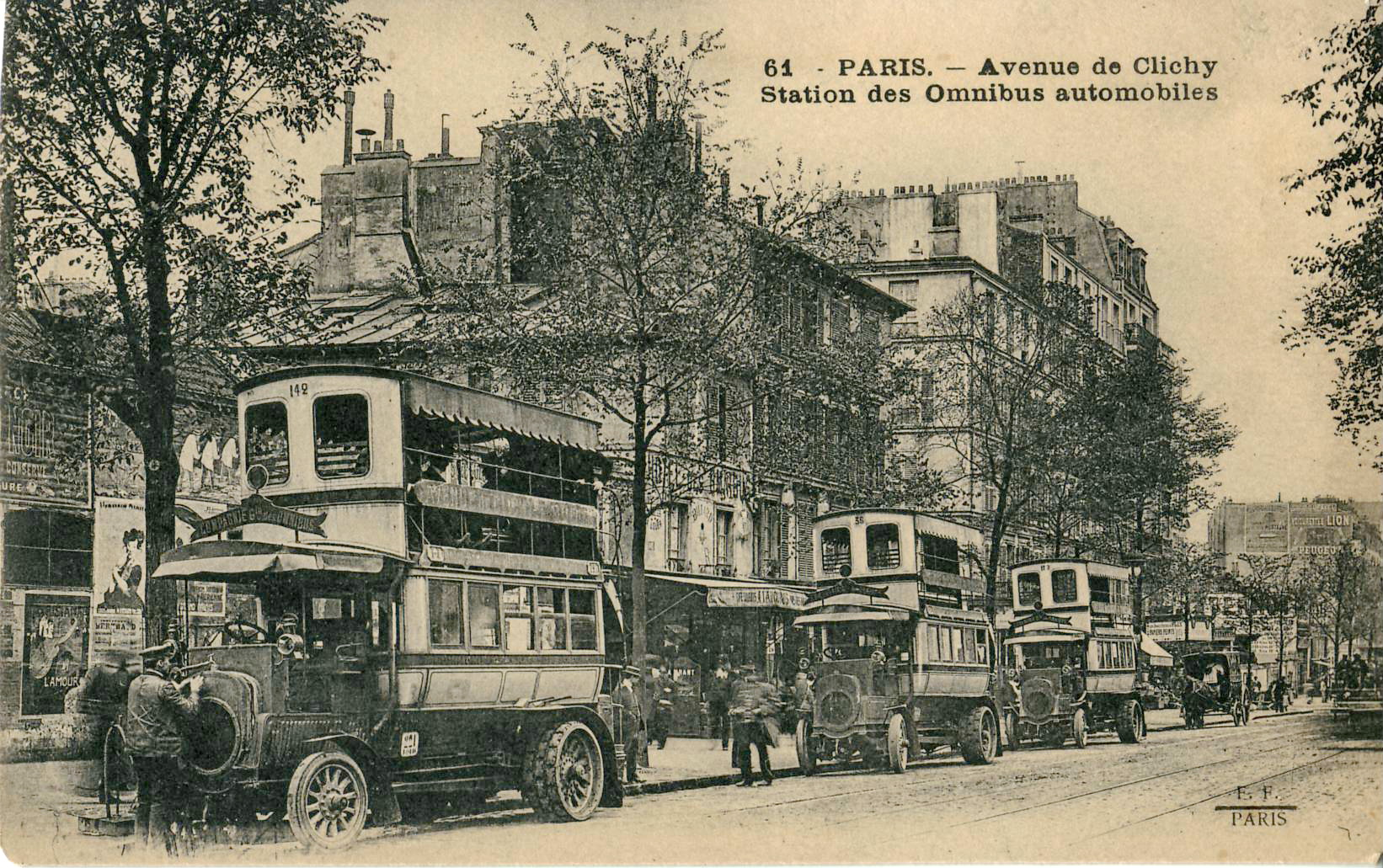
Ônibus Brillié P2, antes da Primeira Guerra Mundial.

O Paris Motor Show em 1905, apresentou ao público um novo e revolucionário veículo: o ônibus.
A primeira linha completa de ônibus parisiense foi inaugurada em 11 de junho de 1906 e ligava Montmartre a Saint-Germain-des-Prés (linha AM), em um percurso de 5,8 km. O ônibus escolhido pela Compagnie générale des omnibus (CGO) foi o Schneider Brillié P2, na sequência de um concurso e uma apresentação de nove modelos no primeiro salão do automóvel de 1905, que foi realizado no Grand Palais. Este ônibus de uma altura de 4,25 metros por 6,24 metros, pode acomodar 32 pessoas (16 sentadas no andar de cima e 14 sentadas dentro) e de cor amarelo-creme. Ele tem um andar de cima que foi posteriormente coberto com uma teto para proteger os passageiros. O andar de cima foi retirado na versão P3, que substitui a antiga versão gradualmente a partir de 1910, para desaparecer completamente em 1912.
Esses ônibus a gasolina substituíram os omnibus puxados por cavalos e colocados em serviço em 1889.
Esta primeira linha foi rapidamente seguida de muitas outras:
- linha C ligando Neuilly-sur-Seine ao Hôtel de Ville em 20 de agosto;
- linha J ligando Montmartre à place Saint-Michel em 1 de novembro;
- linha I ligando Pigalle à La Halle aux vins em 20 de janeiro de 1907;
- linha AL ligando a Porte d'Asnières a Montparnasse em 24 de março;
- linha H ligando a Avenue de Clichy a Odéon;
- linha A indo de Gobelins à Notre-Dame-de-Lorette em 30 de junho.

Os ônibus automotivos encontraram um sucesso imediato. Sua velocidade e conforto foram bem-vindos, mesmo se o primeiro ponto crítico fosse já o mau cheiro dos gases de escape. Em poucos anos, os ônibus foram experimentando diversas ondas de modernização, com a iluminação, o aquecimento e a velocidade está aumentava e chegava a cerca de 20 km/h. A tração animal foi portanto condenada a curto prazo. Em 11 de janeiro de 1913, o último omnibus a cavalo correu na linha L entre La Villette e Saint-Sulpice.
Em 1910, as concessões para as diversas empresas chegaram a expiração. A fim de esclarecer a organização da rede, uma nova concessão foi concedida apenas para a empresa aparentemente forte o suficiente, a Compagnie générale des omnibus. Um decreto de 31 de maio de 1910 para lhe conceder a concessão da rede municipal de tramways e ônibus. No subúrbios, a rede foi organizada em torno de seis grandes empresas, além de Chemin de fer du bois de Boulogne, e o Arpajonnais. De 1910 a 1914, as empresas se comprometem a uma importante modernização de suas redes. A tarifa foi reformada com a remoção dos bilhetes de correspondência, e a criação de uma seção, com uma tarifa por seção de 10 centavos na segunda classe, e 15 centavos na primeira classe. A CGO também criou ligações noturnas e serviços especiais para as saídas do teatro, as corridas ou mesmo as festas do Dia de Todos os Santos, de Natal ou de Ano Novo. O novo equipamento colocado em circulação era somente de ônibus de dois andares, o que facilitava o serviço de passageiros.
Em três anos, o tráfego em Paris aumentou em 50% e a receita aumentam em 18%. Em 1914, a rede da CGO consistia de 923 quilômetros de linhas de tramway e 245 km de linhas de ônibus.

### Primeira Guerra Mundial
Desde 1 de agosto de 1914, as autoridades militares requisitaram todos os ônibus, dos quais 120 foram imediatamente enviados para a frente. Alguns participaram ao lado dos táxis na primeira batalha do Marne, e depois na batalha do Somme e na ofensiva de Verdun. No entanto, o transporte em Paris ficou particularmente difícil, vários bairros não estavam totalmente servidos. As linhas mais indispensáveis foram entregues na autorização de funcionamento de ministro da Guerra. Em junho de 1916, Madeleine - Bastille voltava em serviço com o pessoal feminino, e depois o Saint-Lazare - Place Saint-Michel em agosto. 

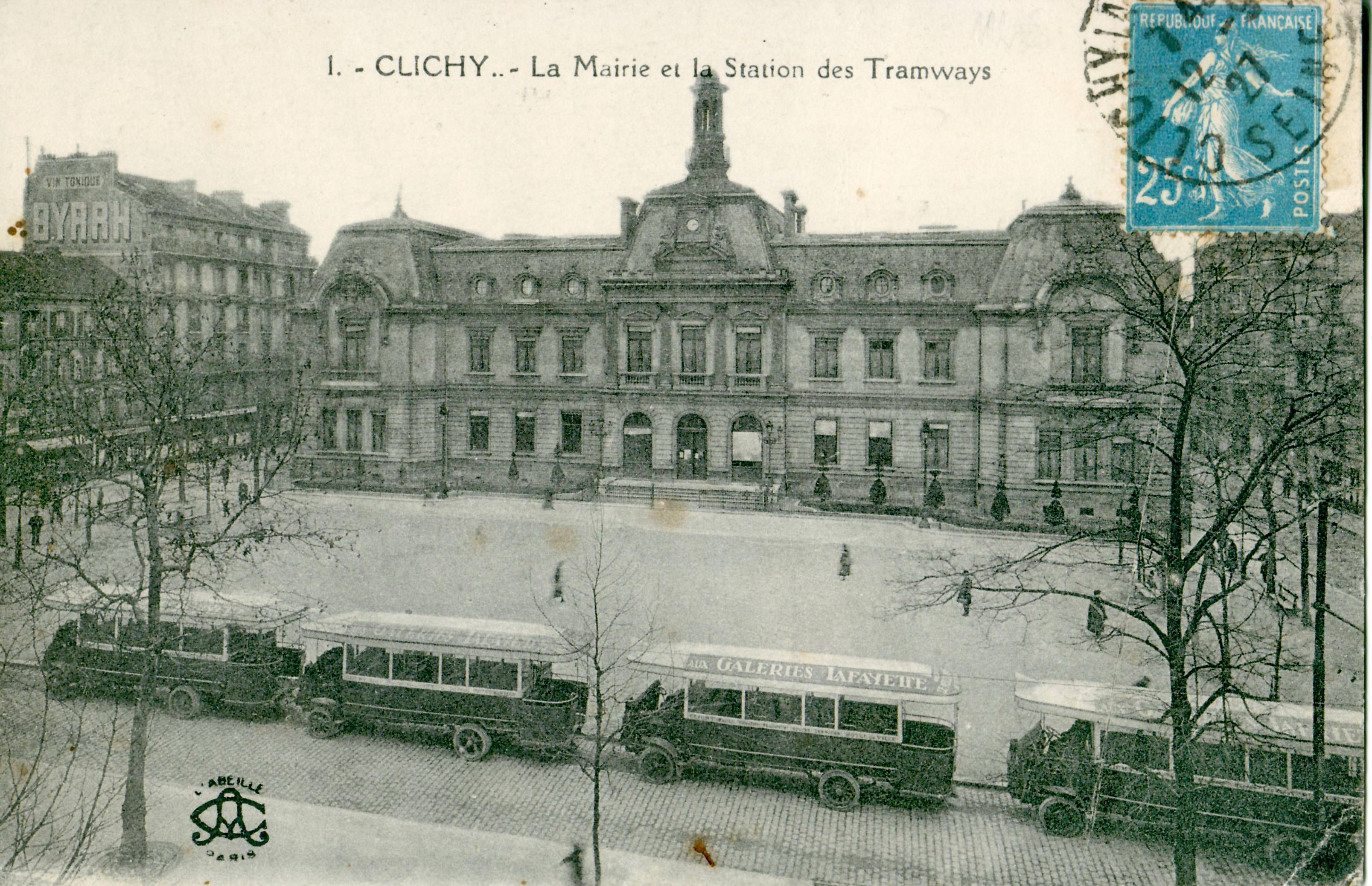
Ônibus no terminal da prefeitura de Clichy. Eles vieram para substituir os tramways, e o cartão-postal menciona ainda a estação de bondes

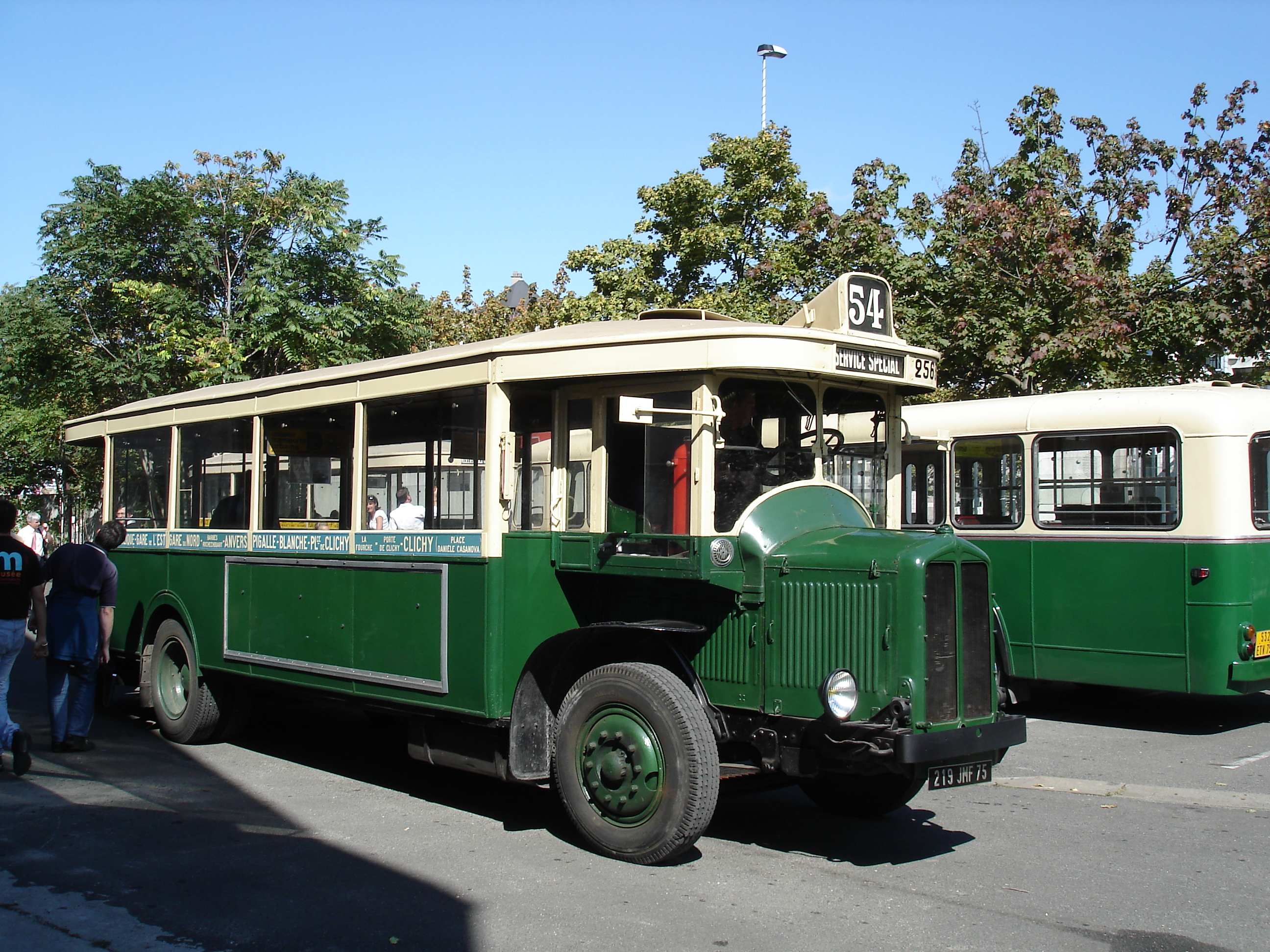
O ônibus tipo TN 6 foi um dos ônibus emblemáticos da rede de STCRP e depois da RATP.

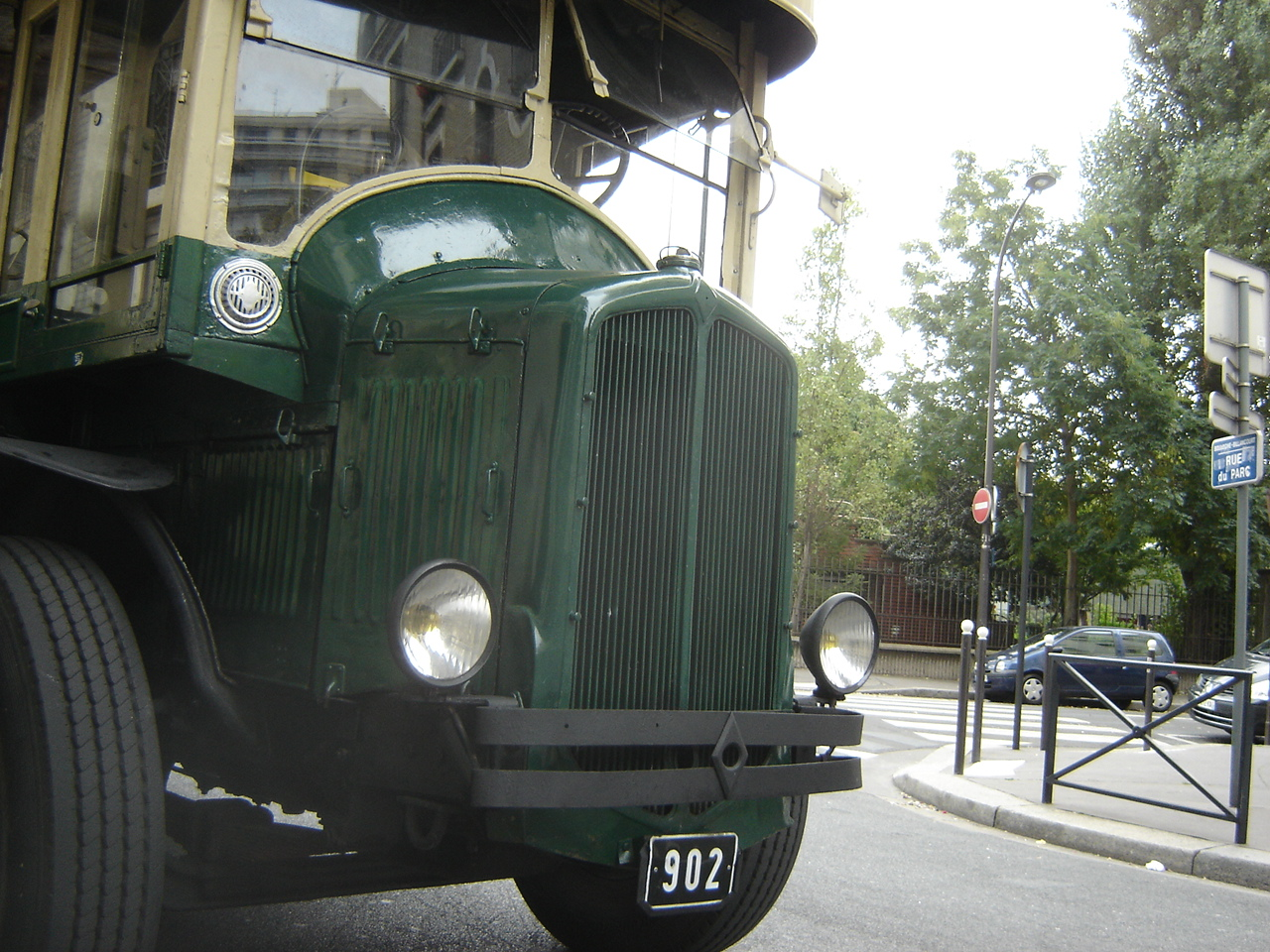
Grelha de um ônibus tipo TN4.

Em 1918, permanecia apenas uma frota de mais de uma centena de ônibus disponíveis. Em 1919, das 43 linhas antes da guerra, 25 ainda estavam em operação. A entrega dos novos ônibus Schneider H permitiu no entanto um retorno ao serviço gradual das linhas. Mas o contínuo aumento do preço, e o ápice das tarifas ao nível daquelas de 1913 levaram a uma situação financeira mais e mais crítica das companhias. Enquanto as autoridades começassem a lidar com esse problema, uma greve geral eclodiu exigindo um aumento dos salários. As empresas dão esse aumento, o que agrava ainda mais a sua saúde financeira. Confrontado com esta situação, o Prefeito do Sena dá um aumento das tarifas em 1919, e depois novamente em 1920. O sistema das concessões fica no entanto em face de uma contestação crescente.

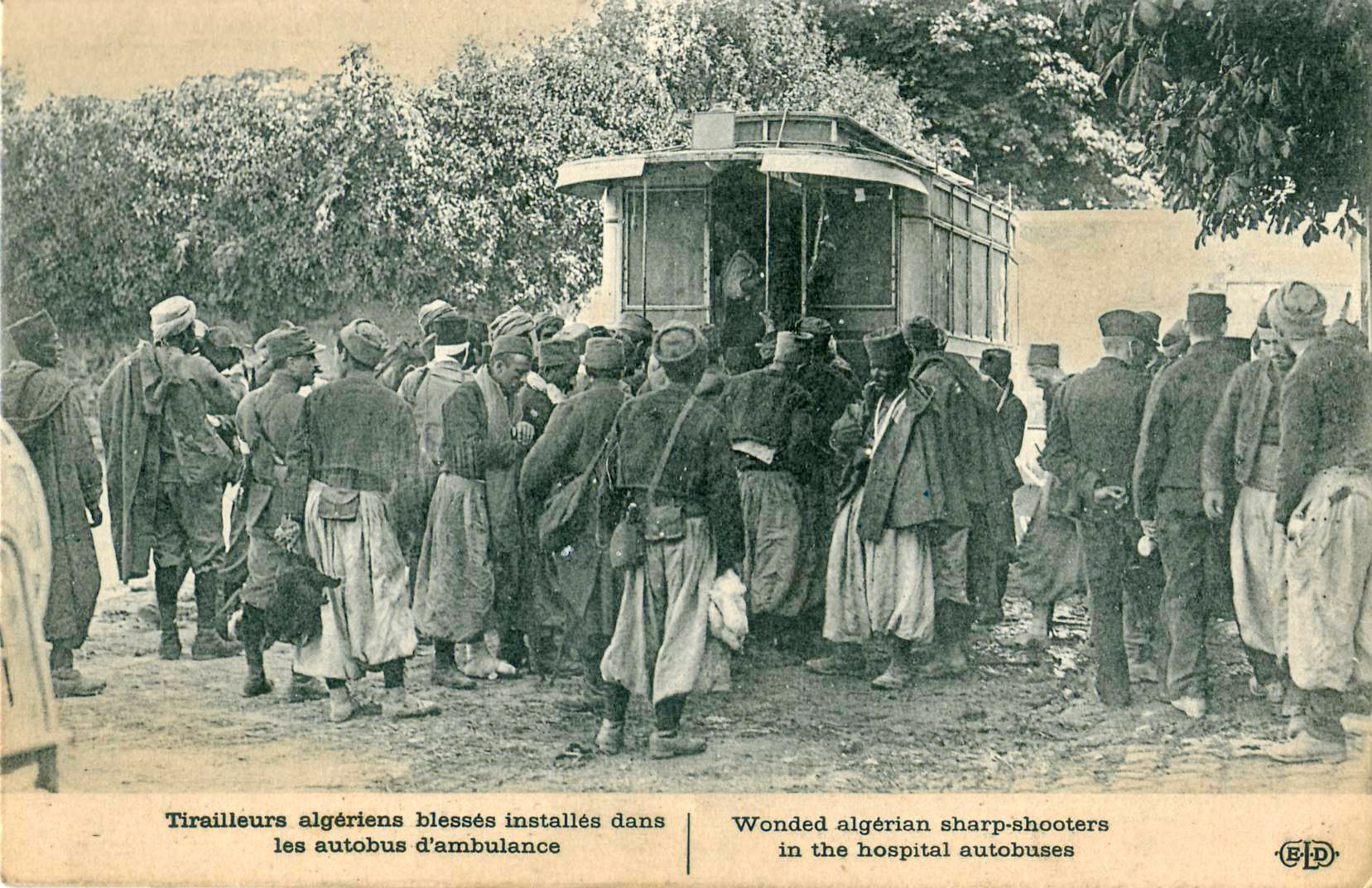
Ônibus transformado em ambulância, durante a Primeira Guerra Mundial

### Société des transports en commun de la région parisienne
O descontentamento dos passageiros e do pessoal em face das empresas torna essencial para a criação de um único gestor de transportes urbanos de superfície em Paris. Ele é colocado sob a autoridade de supervisão do departamento do Sena. Um decreto que aprova a convenção de 25 de dezembro de 1920, que concedeu a exclusividade em Paris operacional de rodovias para uma extensão do período de 1 de janeiro de 1921 a 31 de dezembro de 1950. O acordo prevê a recompra pelo Departamento de concessões da Compagnie générale des omnibus (CGO) e todas as outras empresas, como a Compagnie des chemins de fer nogentais ou os Tramways de Paris et du département de la Seine (TPDS).
A operação da rede esteve a cargo da Société des transports en commun de la région parisienne (STCRP). Ela começou uma rápida modernização do parque. Em 1923, uma novo material com mais capacidade e com iluminação elétrica (Schneider H6) é colocado em serviço na linha E Madeleine - Bastille. Em seguida, em 1929, a STCRP decide em equipar os ônibus com pneus, em concorrência com o metropolitano. Este é um importante progresso, melhorando o conforto de viagem no calçamento. Em 1925, a empresa transportou 345 milhões de passageiros a bordo de seus ônibus.
Em meados da década de 1920, o desenvolvimento do trânsito de automóveis, e o poder dos lobbys petroleiro e industrial automotivo lideraram um ataque virulento contra o bonde, visto como arcaico e embaraçoso. A partir de 1930, sob o efeito dessa pressão política, a STCRP remove rapidamente as linhas de bonde e as substitui por linhas de ônibus. Em 1930, se conta 1700 ônibus por 3700 bondes, em 1934, se conta 1600 bondes por 2900 ônibus. Finalmente, em 1936, se conta apenas 348 bondes por 3600 ônibus. Em 1937, circula o último bonde parisiense, e depois ele desaparece por sua vez nos subúrbios em 1938, com exceção do réseau Versaillais que durou até 1957. Os estacionamentos de tramway foram gradualmente convertidos em estacionamentos de ônibus: o estacionamento Mozart, em 1930, o estacionamento de Montrouge em 1936.
Além das linhas de tramway, a linha ferroviária da Petite Ceinture, de frequências muito pouco atrativas e abandonada pela clientela, foi fechada. Sobre decisão do Conselho geral do Sena, um serviço de ônibus de substituição foi criado desde 1934, a linha PC. Ela conhece imediatamente um importante sucesso.

### Segunda Guerra mundial

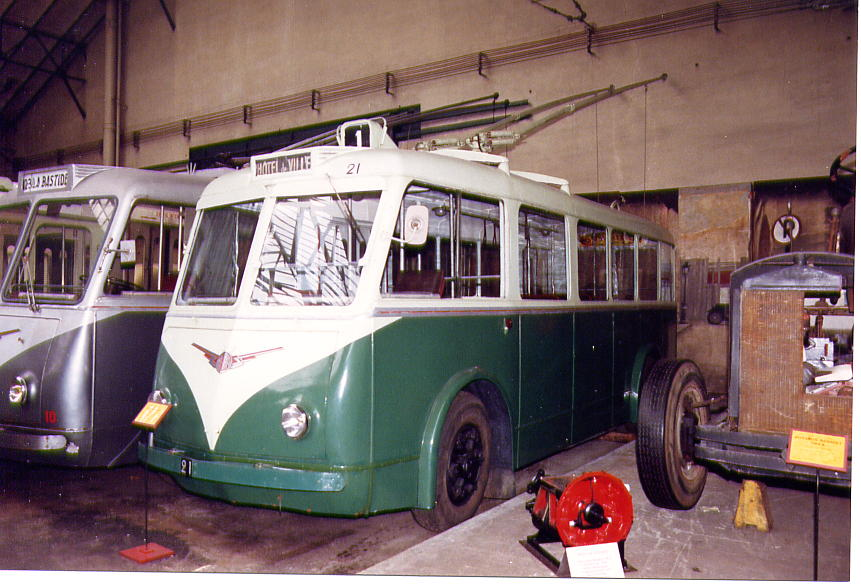
O tróleibus Vetra para lidar com a escassez de combustível.

Em 23 de agosto de 1939, a STCRP recebe uma ordem de requisição de uma grande parte de sua frota de ônibus para fornecer o transporte para as tropas, que perturba seriamente o funcionamento da rede. No entanto, uma redução de serviço é assegurada até o fim de mobilização geral: 106 e depois 111 linhas de funcionando até maio de 1940.
A operação pára completamente com a aproximação das tropas alemãs, em 12 de junho de 1940, mas o ônibus reapareceram no mês de agosto. Em 1 de dezembro, 44 linhas estavam de novo em serviço, mas a STCRP deveu ter engenho para alimentar sua frota em uma situação de escassez de gás. Os veículos foram costurados e rodando com gás de cidade, álcool, ou mesmo com gás de carvão de madeira, os "gasogênios". Mas a escassez de carvão e depois de pneus reduziram ainda mais o serviço, que foi apenas assegurada por uma frota reduzida para 511 ônibus no início de 1942. 
Neste momento, o governo de Vichy impôs a fusão da rede de superfície e da rede de metropolitano. Uma convenção confiou então a operação da rede de ônibus para a CMP a partir de 1 de janeiro de 1942. Na verdade, cada empresa continuou a gerir a sua rede, com alguns recursos disponíveis, apenas a implementação de uma harmonização de taxas entre a rede de ônibus, o metrô e as linhas ferroviárias suburbanas, em 4 de agosto de 1941, com a criação do módulo U. 
A escassez de combustível privilegiou a eletricidade pelas autoridades e apareceu um novo modo de tração na região parisiense: o tróleibus. Já em 1943, duas linhas foram equipadas: 63 (Rd Pt du Petit Colombes - Porte de Champerret) e 64 (Colombes Place Galilée - Porte de Champerret). Outras duas linhas (183 Porte de Choisy - Choisy le Roi e 185 Porte d'Italie - Cimetière de Thiais ou Asile de Villejuif) foram posteriormente operadas por trólebus da década de 1950 e 1953, respectivamente, até março de 1966. Nos dias que antecedem a Libertação de Paris, o trânsito está totalmente interrompido. Lentamente ela pega com um estoque limitado a 500 ônibus ainda na execução de condição nos 1 150 restantes, contra cerca de 4 000 em 1939. Um plano de conversão em trólebus tinha sido estabelecido durante a Ocupação, e integrado com o Plano Monnet para a reconstrução, mas em trinta linhas do projeto, apenas duas foram implementadas, além de duas linhas experimentais da porte de Champerret. O parque de trólebus da RATP atinge um máximo de 98 veículos derisório à escala de sua rede

### Renascença da rede

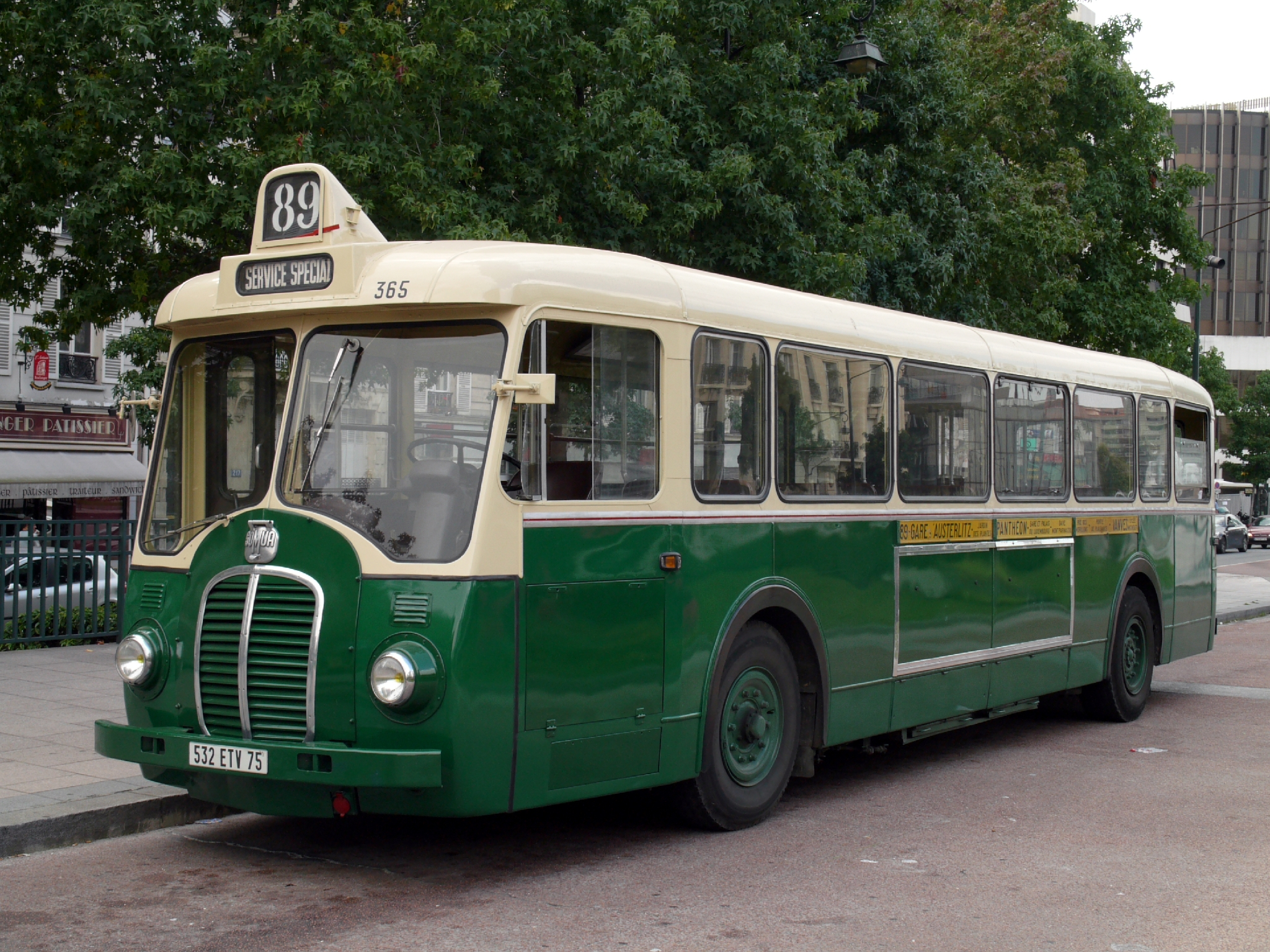
O Somua OP5, o ônibus do pós-guerra.

Em 3 de janeiro de 1945, René Mayer, ministro das Obras públicas, nomeou um administrador provisório encarregado dos transporte parisienses. Ele teve a missão, com a assistência de um comitê consultivo, de garantir o funcionamento das redes na expectativa da criação de um novo regime jurídico do transporte público. O trabalho foi titânico, a rede estava de fato completamente desorganizada por cinco anos de guerra, a maioria do material desapareceu ou estava fora de serviço, as oficinas foram parcialmente destruídas, e as dificuldades de abastecimento de combustível e pneus foram consideráveis.
A primeira missão é encontrar a frota de ônibus em qualquer lugar em França, mas também no exterior. Em quatro anos, um pouco mais de 1200 foram recuperados, dos quais 500 ainda na condição de trabalho. A central do workshop, a ser gravemente danificado por atentado em 1944, foi reconstruída. No início de 1946, com uma frota de 1000 ônibus está disponível para operar com 11 linhas em paris e 55 nos subúrbios. Eles são 1500 no final do mesmo ano, o que permite a utilização de 30 linhas, em Paris, e 67 nos subúrbios e, em seguida, de 2000, a fim de 1948, com 38 linhas para Paris e 75 da periferia, constituindo uma rede de 964 km.
De 1950 a 1962, a nova RATP implementou 1700 veículos novos, apesar da situação econômica difícil do pós-guerra. No entanto, a modernização da rede foi incapaz de deter um declínio constante no trânsito: ele passou de 852 milhões de passageiros em 1960 para 501 em 1973. A principal causa é o aumento exponencial de tráfego do automóvel que paralisou os ônibus no congestionamento e reduziu a velocidade comercial e, portanto, a atratividade da rede.
Em paralelo, uma nova organização foi implementada, com a criação de duas zonas distintas: uma para a cidade de Paris e uma para o subúrbio. Na área central, as linhas tinham o objetivo de completar o serviço do metrô, garantir o acesso aos principais locais turísticos, assegurar ligações no bairros mal servidos pelo metrô, e aliviar este último nos seus trechos mais carregados. No subúrbio, as linhas radiais constituíam a extensão das linhas de metrô. No grande subúrbio, as linhas asseguravam um serviço alimentador para as estações ferroviárias. Estas linhas eram complementadas por anéis viários que ligavam várias comunas entre elas. A numeração das linhas de Paris também foi modificada para melhor situá-las geograficamente pelo seu índice. As cifras de dezenas determinavam o terminal em Paris, as unidades determinavam o outro terminal.

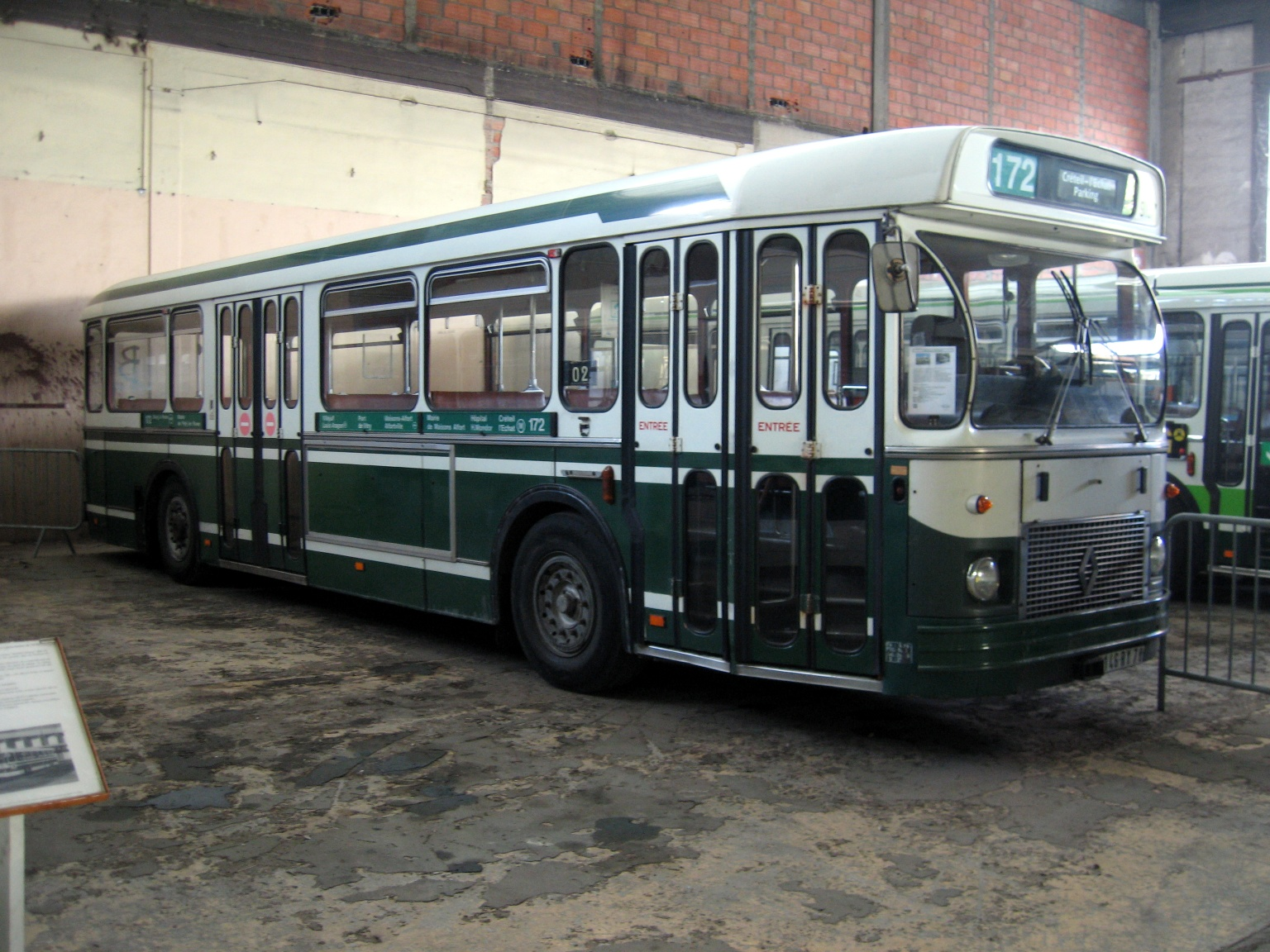
O SC10, material símbolo dos ônibus RATP, construído em grande escala, a partir de 1965 a 1988.

### Inovação

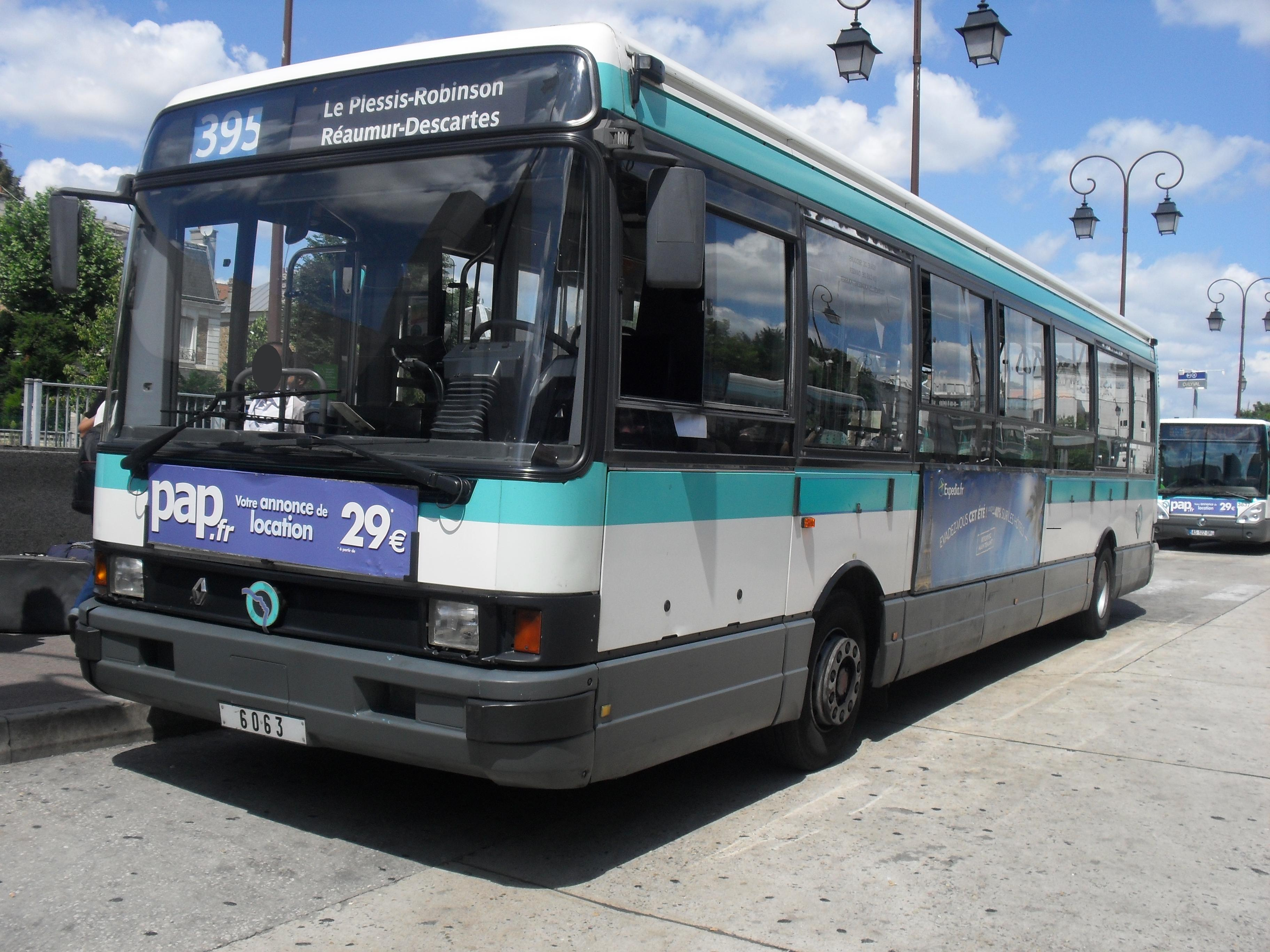
O R312, sucessor direto do SC10.

O logotipo da rede Bus RATP.

Depois de uma limitado de experiências no campo, o corredor de ônibus se desenvolveu em particular a partir da década de 1980, com a implementação do site da própria parte das linhas 178 (La Défense - Gare Saint-Denis) e 183 (Porte de Choisy - Orly), e, especialmente, a partir do final do ano de 1993, com a entrada em funcionamento do Trans-Val-de-Marne (TVM), a primeira linha de corredor em pista própria, entre Saint-Maur e Rungis, permitindo um aumento significativo da velocidade comercial dos ônibus articulados. O tráfego desta linha aumenta por sua vez, muito forte, a tal ponto que os ônibus que são, por vezes, completo.

### A acessibilidade, a ecologia e o desempenho

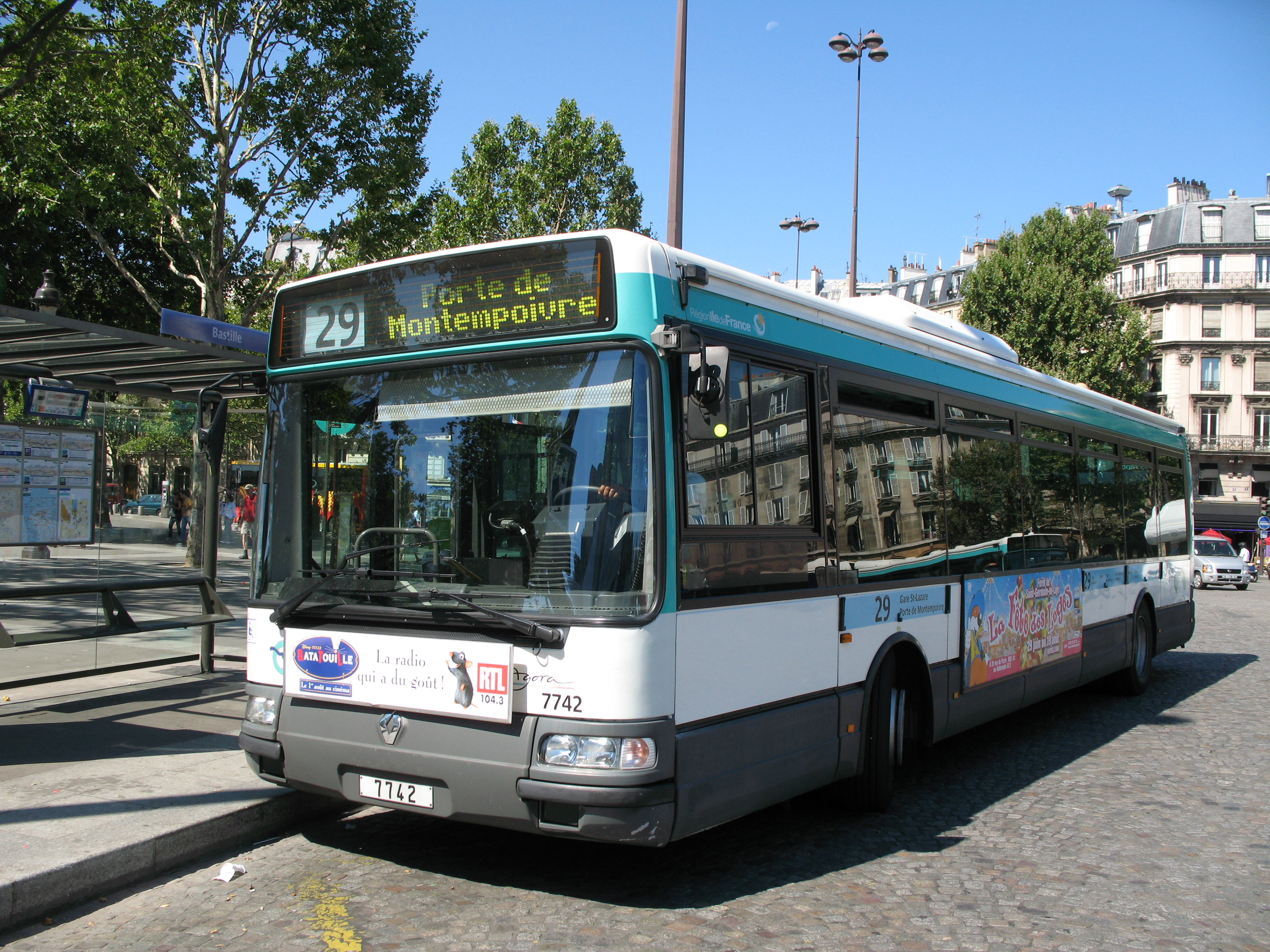
O Agora foi o material mais representados na rede RATP para o início do ano de 2010. Ele foi construído em grande escala a partir de 1996 a 2006.

Em 1996, Renault, que só produz o R312, construiu um novo ônibus de piso baixo, para remover o remarcamento intermediário, facilitando o acesso a veículos de pessoas idosas e com deficiência. Chamado Agora, esses novos ônibus foram entregues na versão standard, a partir de 1997, na linha 160 até chegar a uma força de trabalho de cerca de 2 000 veículos em fevereiro de 2002, bem como na versão articulada, sob o nome de Agora L, a partir do ano 2000, o que permite, em um primeiro momento, a substituição dos mais antigos PR180. A RATP também recebe cerca de 200 Heuliez Bus GX 317 disse Autocarros, completando assim a Agora. Em 12 de março de 2002, o último dos SC10 são permanentemente retirados de serviço. Seguir esta retirada, a RATP, em seguida, irá continuar a modernização da frota, com a entrega do ônibus Agora Linha complementado pelos MAN de tipo NL 223 e os Mercedes O530 ou Citaro. E então, no final do ano de 2006, o Agora foi substituído pelo Citelis Line da Irisbus, vêm diretamente de seu antecessor. Além disso, desde 2007, os Scania Omnicity foram entregues. A entrega dos Citelis e dos Omnicity permitiu a reforma gradual dos R312 de dois e de três portas.
Estes novos veículos são agora ambientalmente amigáveis. Alguns são equipados com filtro de partículas, o equipamento que reduz, no limite do mensurável, a liberação de carbono e de hidrocarbonetos na atmosfera, os outros estão equipados com Gás Natural de Cidade ou Gás de Petróleo Líquido. Um experimento também foi realizado com os ônibus 100% elétricos construídos pelo Power Vehicle Innovation (PVI) sobre o Montmartrobus desde 1996. 

### A evolução desde 2000

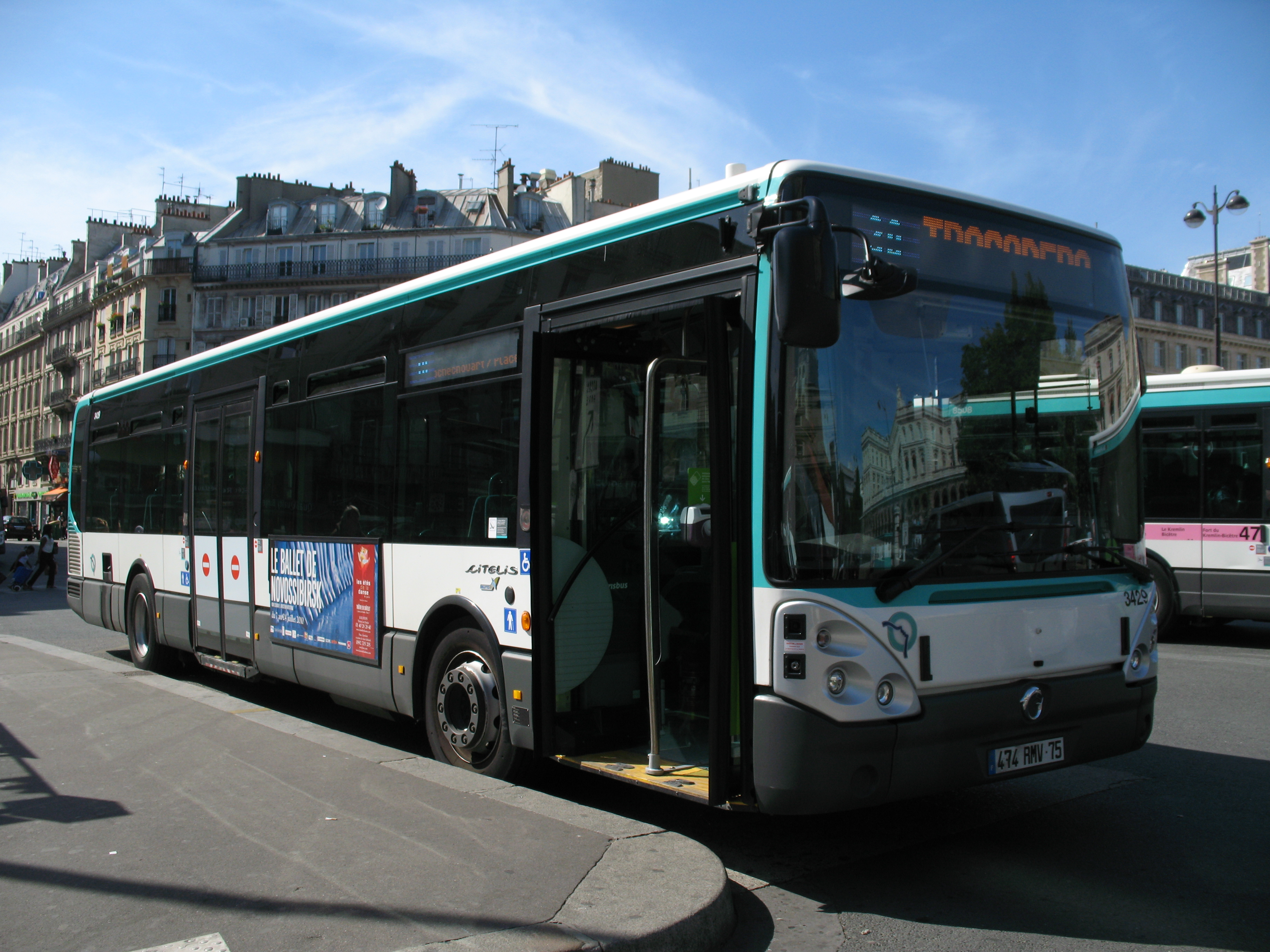
Com o Citelis, a linha 30 é acessível a pessoas com mobilidade reduzida.

A tomada de consciência do aquecimento global no início dos anos 2000 empurra as autoridades públicas para iniciar ações para limitar as emissões de gases de efeito estufa, mediante a entrega desses veículos.
Para promover o desenvolvimento sustentável, as autoridades decidem promover o desenvolvimento do transporte urbano, a fim de reduzir significativamente o uso do automóvel. E em Paris, a nova municipalidade, lançada em 2001, desenvolve proteções de corredores de ônibus, fazendo com que a intrusão dos motoristas nas vias mais difíceis, situação que melhorou significativamente a fluidez de tráfego dos ônibus.
Depois que o ônibus substituiu o bonde, em 16 de dezembro de 2006, é o bonde que substituiu o ônibus. De fato, desde esta data, uma linha de bonde intramuros substituiu o PC1 entre o Pont du Garigliano e a Porte d'Ivry.
Em 1 de janeiro de 2014, a rede de ônibus Traverciel foi suprimida, mas as linhas que a compunham foram transferidos para a RATP, ou a Transdev. Resultado de uma parceria entre as comunidades da aglomeração Cœur de Seine, Grand Paris Seine Ouest, as comunas de La Celle-Saint-Cloud, Marnes-la-Coquette e Rueil-Malmaison, o Conselho geral dos Altos do Sena e os transportadores, esta rede foi composta de oito linhas, abrangendo um total de onze comunas: Bougival, Boulogne-Billancourt, Garches, La Celle-Saint-Cloud, Marnes-la Coquette, Rueil-Malmaison, Saint-Cloud, Sèvres, Vaucresson, Versalhes e Ville-d'Avray.

### Conversão para energia limpa
No âmbito da redução da poluição do ar, incluindo o material particulado, a RATP decidiu, em março de 2014 o abandono do diesel para obter uma frota de material rodante é composto por volta de 2025, 80% dos ônibus elétricos e de 20% dos ônibus em biogás. Permanece, no entanto, a incerteza técnicas e de custos para atingir este objetivo.
Em um primeiro momento, RATP incentiva equipamento de ônibus híbridos diesel-elétricos. Em março de 2017, eles compunham 16% do parque, com 785 veículos em serviço.
Em 2 de junho de 2015, o STIF decidiu a experimentação de vinte ônibus elétricos na linha 341, dos quais os primeiros foram oficialmente inaugurados e lançados em maio de 2016. Esta constitui uma primeira vez na Europa.

## Rede
A RATP opera:
- linhas em Paris intramuros, dos quais:
  - 56 são numeradas a partir de 20 para 96, de um lado;
  - 8 são identificados de uma forma especial, ou seja, PC1, PC3 (97, 99), Montmartrobus (08), Traverse de Charonne (501), Traverse Bièvre-Montsouris (513), Traverse Ney-Flandre (519) e Traverse Batignolles-Bichat (518), no outro lado;
- muitas linhas de subúrbio, numeradas de 101 a 597, bem como as linhas Titus e Valouette;
- linhas "especiais", por exemplo para os aeroportos;
- serviços de linhas "urbanas", principalmente nas cidades de subúrbio, geralmente com uma participação financeira das comunidades envolvidas;
- as linhas de ônibus de noite Noctilien.